# Valston Hancock
Sir Valston Eldridge Hancock KBE, CB, DFC (31 de maio de 1907 – 29 de setembro de 1998) foi um oficial da Real Força Aérea Australiana (RAAF) que chegou à patente de marechal do ar e serviu como Chefe do Estado-Maior da Aeronáutica de 1961 a 1965. Formado pelo Real Colégio Militar, Hancock foi transferido do Exército para a RAAF em 1929 e qualificou-se como piloto. A sua formação administrativa em Duntroon levou-o a ocupar principalmente cargos de estado-maior, incluindo vice-diretor de operações e inteligência na sede da RAAF de 1931 a 1935 e diretor de obras e edifícios de 1937 a 1939. Durante os primeiros anos da Segunda Guerra Mundial, comandou a Escola de Bombardeamento e Artilharia N.º 1 e ocupou altos cargos administrativos e de planeamento. Só no final da guerra é que combateu na frente, na campanha de Aitape-Wewak da Guerra do Pacífico, durante 1945. Pilotando bombardeiros leves Bristol Beaufort, liderou primeiro o Esquadrão N.º 100 e, mais tarde, a Asa N.º 71. As suas acções renderam-lhe a Cruz de Voo Distinto.
Após a guerra, Hancock tornou-se o comandante inaugural do RAAF College. Os seus cargos subsequentes incluíram Subchefe do Estado-Maior da Aeronáutica de 1951 a 1953, Air Member for Personnel de 1953 a 1955 e Air Officer Commanding (AOC) do Grupo N.º 224 da RAF na Malásia, responsável por todas as forças aéreas da Commonwealth na região, de 1957 a 1959. Nomeado Companheiro da Ordem do Banho em 1958, serviu como AOC do Comando Operacional da RAAF de 1959 a 1961, antes de ser promovido a marechal do ar e iniciar o seu mandato como Chefe do Estado-Maior da Força Aérea. Foi nomeado cavaleiro em 1962. Como oficial sénior da Força Aérea, Hancock iniciou o redesenvolvimento da Base aérea de Learmonth no noroeste da Austrália, como parte de uma cadeia de aeródromos avançados para a defesa do continente. Ele também avaliou possíveis substitutos para o bombardeiro English Electric Canberra da RAAF, encontrando o americano "TFX" (mais tarde General Dynamics F-111) como o mais adequado para as necessidades da Austrália, embora não tenha recomendado a sua compra imediata devido ao seu estágio inicial de desenvolvimento. Depois de se aposentar do serviço militar em maio de 1965, Hancock cofundou a Associação de Defesa da Austrália. Em 1998, aos 91 anos, faleceu.

## Início de carreira

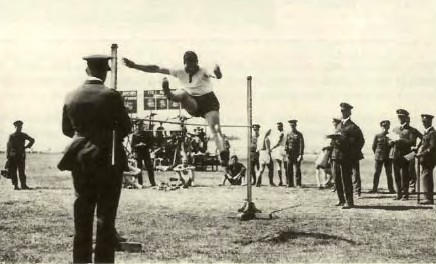
Hancock a competir em salto em altura no início dos anos 30

Valston Eldridge Hancock nasceu no dia 31 Maio de 1907 em Perth, na Austrália Ocidental, e foi educado na Escola Hale em Wembley Downs. Ele era o primo mais velho do futuro magnata da mineração Lang Hancock. No dia 18 de fevereiro de 1925, Val Hancock ingressou no Real Colégio Militar como cadete. Ascendendo a sargento-mor do batalhão como cadete sénior, Hancock graduou-se como tenente a 12 de dezembro de 1928, recebendo a Espada de Honra. A sua carreira preferida nas forças armadas era a engenharia, e foi somente quando descobriu que não havia vaga no seu corpo de escolha e que, em vez disso, havia sido designado para a artilharia, que ele apresentou o seu nome para transferência para a Real Força Aérea Australiana (RAAF). No dia 1 de fevereiro de 1929, Hancock foi destacado para a RAAF como oficial piloto. Recebeu instrução de voo na Base aérea de Point Cook, em Vitória, e foi promovido a oficial de voo no dia 1 de julho de 1930. Em setembro de 1931, a transferência de Hancock para a RAAF foi aprovada retroativamente, com efeitos a partir de 1 de fevereiro de 1929.
As colocações iniciais de Hancock após a qualificação como piloto foram nos esquadrões N.º 1 e N.º 3. Era prática comum que os graduados de Duntroon recebessem cargos de estado-maior na Força Aérea devido à sua formação em administração, e Hancock passou a maior parte da década de 1930 numa sucessão de cargos na sede da RAAF em Melbourne. De 1931 a 1935, serviu como Diretor-adjunto de Operações e Inteligência, sendo promovido a tenente de voo no dia 1 de julho de 1934. Neste período, no dia 26 de maio de 1932, casou-se com Joan Butler, com quem teve dois filhos e uma filha. Em 1935, Hancock foi nomeado Oficial de Estado-Maior do Chefe do Estado-Maior da Aeronáutica. Em 1937, foi enviado para a Grã-Bretanha para frequentar o RAF Staff College. Como outras forças aéreas da Commonwealth, a RAAF manteve estreitos laços tecnológicos e educacionais com a Real Força Aérea, e Hancock foi um dos trinta oficiais australianos a passar pelo Staff College antes do início da Segunda Guerra Mundial. De volta à Austrália em 1938, foi nomeado Diretor de Obras e Edifícios, comummente conhecido como "Obras e Tijolos", na sede da RAAF, e foi promovido a líder de esquadrão a 1 de março de 1939.

## Segunda Guerra Mundial

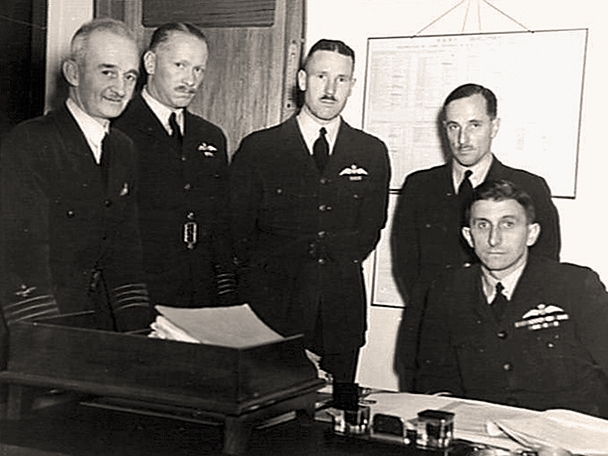
Capitães de grupo Hancock (centro) e Allan Walters (segundo à esquerda), comodoro do ar Joe Hewitt (segundo à direita) e o Chefe do Estado-Maior da Força Aérea, George Jones (à direita), em 1942

Em março de 1940, a Diretoria de Obras e Edifícios de Hancock foi transferida do escritório do Chefe do Estado-Maior da Força Aérea para o recém-formado Departamento de Organização e Equipamentos sob o comando do marechal do ar Richard Williams. Considerado uma parte fundamental da expansão da Força Aérea durante a primeira parte da Guerra, "Works and Bricks" rapidamente absorveu todo o pessoal com experiência em engenharia civil e construção na reserva activa da RAAF. Como diretor, Hancock foi responsável pelo levantamento e desenvolvimento de um aeródromo militar em Evans Head, perto da fronteira entre Queensland e Gales do Sul, que se tornou no lar da Escola de Bombardeamento e Artilharia N.º 1 (SACOS). Promovido a comandante de asa temporário no dia 1 de junho, assumiu o comando da SACOS, pilotando bombardeiros monomotores Fairey Battle, de agosto de 1940 a novembro de 1941. A 1 de abril de 1941, foi promovido a capitão de grupo interino, e a 1 de janeiro de 1942 foi nomeado Oficial da Ordem do Império Britânico (OBE). Doze dias depois, a 12 de janeiro, renunciou ao posto de interino e em abril tornou-se Diretor Assistente de Planos no Quartel-General das Forças Aéreas Aliadas, na área do Sudoeste do Pacífico. Mais tarde, em setembro, foi nomeado Diretor de Planos da principal formação operacional da Força Aérea, o Comando da RAAF. Em 1943–44, serviu como Oficial de Administração do Estado-Maior para o Comando da Área Ocidental, que mantinha dois esquadrões de bombardeiros para patrulhas anti-submarino e dois esquadrões de combate aéreo para proteger a Austrália contra um possível ataque ao continente por aeronaves transportadas por porta-aviões japoneses.

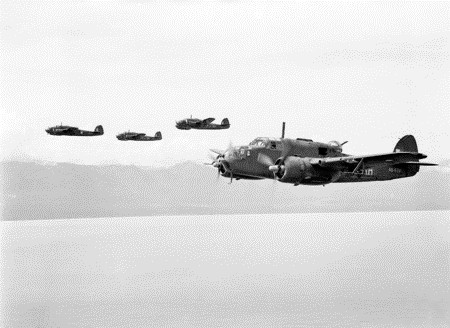
Bombardeiros Beaufort do Esquadrão N.º 100, perto de Wewak, 1945

Hancock finalmente obteve o comando de uma unidade de combate em janeiro de 1945, quando assumiu o comando do Esquadrão N.º 100, pilotando bombardeiros leves Bristol Beaufort durante a campanha de Aitape-Wewak na Nova Guiné. Naquele mês, a unidade atacou as posições japonesas em Maprik, abaixo da Cordilheira Principe Alexandre, e Cabo Moem, perto de Wewak. A 1 de abril, Hancock assumiu o comando da Asa N.º 71, que ficou sob o controlo do Comando do Norte da RAAF e era composta pelos esquadrões de bombardeiros Beaufort n.º 7, 8 e 100, e uma esquadrilha de caças-bombardeiros CAC Boomerang do Esquadrão N.º 4. Rapidamente a asa foi reforçada por mais duas unidades Beaufort, os esquadrões n.º 6 e 15. Fornecendo apoio aéreo próximo às tropas terrestres australianas na preparação para o ataque final a Wewak, a asa realizou mais de 1400 missões e lançou mais de 1200 toneladas de bombas somente em maio. A meio do ano, as forças de Hancock sofriam com a falta de combustível e munições, a ponto dos seus esquadrões começarem a armar os seus Beaufort com bombas japonesas capturadas. Em julho, chegaram suprimentos suficientes para permitir que a asa continuasse a operar conforme esperado. A Asa N.º 71 esteve activa até ao último dia da Guerra do Pacífico, voando a sua última missão de combate com trinta bombardeiros Beaufort apenas algumas horas antes da notícia da vitória chegar a 15 de agosto de 1945. O "voo distinto em operações no Comando do Norte" de Hancock rendeu-lhe a Cruz de Voo Distinto; o prémio foi publicado no London Gazette no dia 22 de fevereiro de 1946.

## Carreira no pós-guerra

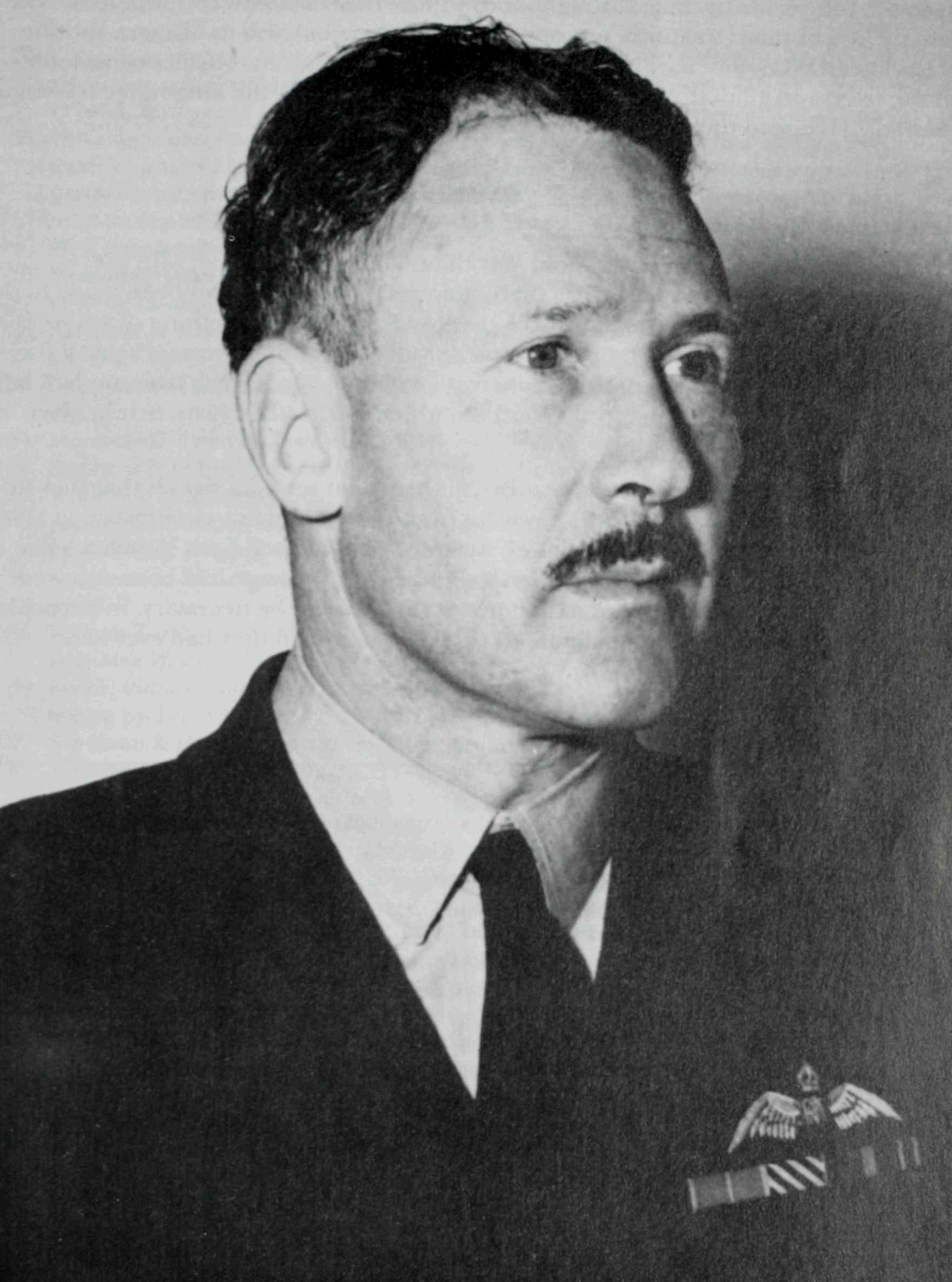
Comodoro do ar Hancock como comandante inaugural do RAAF College, Point Cook, c. 1948

Entre um pequeno círculo de comandantes da RAAF durante a guerra considerados adequados para futuros cargos seniores, Hancock manteve o seu posto de capitão de grupo após o fim das hostilidades. Como Diretor de Serviços de Pessoal durante 1946, esteve envolvido na reestruturação da Força Aérea num serviço dramaticamente menor em tempos de paz. Ele relembrou como um "período crepuscular" quando "ninguém queria saber sobre nós" e muitas pessoas boas foram demitidas devido às parcimoniosas políticas de retenção do governo. No dia 1 de janeiro de 1947, Hancock foi promovido a capitão de grupo substantivo. Alvo de uma nova promoção, desta vez a comodoro do ar temporário a 1 de março, foi nomeado comandante inaugural do recém-formado RAAF College, em Point Cook, o equivalente da Força Aérea a Duntroon e ao Royal Australian Naval College. Ele também redigiu o estatuto da instituição. Partindo no final de 1949, passou o ano seguinte na Grã-Bretanha onde frequentou o Imperial Defense College, recebendo uma promoção a comodoro do ar substantivo no dia 1 de fevereiro de 1950. Com o seu retorno à Austrália em 1951, foi promovido a vice-marechal do ar interino e nomeado vice-chefe do Estado-Maior da Força Aérea a 21 de junho. Nas Honras de Ano Novo de 1953, foi elevado a Comandante da Ordem do Império Britânico (CBE). A 16 de outubro daquele ano, Hancock substituiu o vice-marechal do ar Frank Bladin como Air Member for Personnel (AMP) e foi promovido a vice-marechal do ar a 1 de janeiro de 1954. Como AMP, ocupou um lugar na Air Board, o órgão de controlo do serviço composto pelos seus oficiais mais graduados e presidido pelo Chefe do Estado-Maior da Força Aérea. Completando o seu mandato a 3 de janeiro de 1955, Hancock foi enviado para a Grã-Bretanha como chefe da equipa australiana de serviços conjuntos em Londres. Passou grande parte da segunda metade de 1955 e início de 1956 em baixa devido a uma doença estomacal que foi inicialmente diagnosticada como disenteria amebiana, mas depois considerada febre de Malta ou malária.
Em março de 1957, Hancock foi um dos três candidatos, juntamente com os vice-marechais do ar Frederick Scherger e Allan Walters, apontados como possíveis sucessores do marechal do ar Sir John McCauley como Chefe do Estado-Maior da Força Aérea (CAS), a posição mais sénior da RAAF. Scherger foi o seleccionado, e Hancock foi destacado em junho para a Malásia como Air Officer Commanding (AOC) do Grupo N.º 224 da RAF, responsável por todas as forças aéreas da Commonwealth na região. De acordo com a história oficial do pós-guerra da RAAF, embora meticuloso na aparência e um abstémio estrito, Hancock era conhecido pelo seu entusiasmo em conhecer a equipa e como "um participante incansável em funções e jogos de refeitório". Ele também fazia questão de chegar às unidades em campo, aproveitando todas as oportunidades para voar pelo seu comando. Pelo seu "serviço distinto na Malásia", Hancock foi nomeado Companheiro da Ordem do Banho (CB) a 9 de dezembro de 1958. Em 1959 regressou à Austrália, em julho, para servir como AOC do Comando Aéreo. Quando o mandato de Scherger como CAS estava para terminar, Hancock e Walters foram mais uma vez apresentados ao Ministro da Aviação como possíveis substitutos. Com as suas "capacidade profissional, experiência operacional e qualidades pessoais" sendo consideradas mais apropriadas para a função, Hancock foi promovido a marechal do ar e assumiu o cargo de CAS a 29 de maio de 1961. Em junho, reuniu-se com os seus colegas do Exército e da Marinha numa conferência do Comité de Chefes de Estado-Maior para discutir a necessidade de a Austrália adquirir armas nucleares; os chefes concordaram que a probabilidade de tal capacidade ser necessária era remota, mas que deveria permanecer uma opção em certas circunstâncias, posição que as forças de defesa mantiveram durante a década seguinte. Foi nomeado Cavaleiro Comandante da Ordem do Império Britânico (KBE) nas Honras do Aniversário da Rainha de 1962, publicado a 2 de junho.

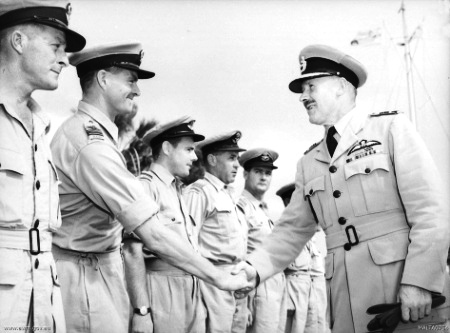
Vice-marechal do ar Hancock (à direita) a cumpriemntar o pessoal da Asa N.º 78 em Malta, onde a unidade estava em serviço de guarnição, agosto de 1953

Como CAS, Hancock trabalhou para aumentar a capacidade de dissuasão da RAAF na região do Pacífico, particularmente à luz das tensões elevadas com a Indonésia durante o período de Konfrontasi com a Malásia. Em junho de 1963, Hancock empreendeu uma missão à Grã-Bretanha, França e Estados Unidos para considerar possíveis substitutos para o bombardeiro Electric Electric Canberra como a principal plataforma de ataque aéreo da Austrália. Depois de investigar os americanos "TFX", A-5 Vigilante e McDonnell Douglas F-4 Phantom II, o britânico BAC TSR-2 e o francês Dassault Mirage IV, Hancock decidiu que o TFX de asa oscilante, precursor do General Dynamics F-111, seria a aeronave mais adequada para esta função. Como o TFX ainda não havia sido testado em voo, recomendou a compra do já operacional Vigilante para neutralizar uma ameaça iminente percebida da Indonésia. No caso, o governo federal não prosseguiu com uma substituição imediata do Canberra, e a escolha original de Hancock do TFX foi considerada uma solução de longo prazo, levando a Austrália a um acordo em outubro para comprar o F-111C. No mesmo mês, enquanto Konfrontasi continuava activo, Hancock aprovou a simplificação das regras de combate para os caças CAC Sabre australianos, baseados na Base aérea de Butterworth, para interceptar e destruir aeronaves indonésias que violassem o espaço aéreo malaio. No mês seguinte, pediu o uso dos Canberra da RAAF, também de Butterworth, para fazer ataques preventivos contra as bases aéreas indonésias, em retaliação às incursões na Malásia Ocidental, mas a Grã-Bretanha, que inicialmente havia solicitado o envolvimento da Austrália, reteve a acção.
Assim que o F-111 foi encomendado, Hancock procurou um aeródromo avançado adequado a partir do qual eles pudessem operar. Nisso, continuou uma política iniciada pelo seu predecessor como CAS, o marechal do ar Scherger, de desenvolver uma cadeia das chamadas "bases nuas" no norte da Austrália. Hancock recomendou o redesenvolvimento da Base aérea de Learmonth na parte norte da Austrália Ocidental, devido à sua proximidade com a Indonésia. Voando para fora deste aeródromo, os F-111 poderiam destruir "centros vitais em Java"; igualmente importante para fins de dissuasão, afirmou Hancock, aumentar a capacidade da base enviaria uma mensagem clara à hierarquia da Indonésia. Embora o projeto tenha sido adiado, em parte devido ao degelo nas relações entre a Austrália e a Indonésia, a atualização do Learmonth foi concluída em 1973, o mesmo ano em que o F-111 finalmente entrou no serviço da RAAF. A última parte do mandato de Hancock como CAS coincidiu com o início do envolvimento australiano em larga escala na Guerra do Vietname. Em meados de 1964, a Commonwealth já havia enviado para a região, a pedido do governo sul-vietnamita, uma pequena equipa de assessores militares, além de um destacamento de aviões de carga DHC-4 Caribou recém-adquiridos. Sob Hancock, o próprio Caribou só foi encomendado com relutância pela Força Aérea após intensa pressão do Exército e do governo federal para um transporte STOL. Preocupado com o possível esgotamento dos recursos da RAAF, Hancock tentou resistir aos apelos por compromissos com o Vietname. As suas opiniões negativas contrastavam com as atitudes duras do seu vice, o vice-marechal do ar Colin Hannah e do marechal do ar Scherger, agora presidente do Comité de Chefes de Estado-Maior e o militar mais sénior da Austrália. Em abril de 1965, como parte das operações americanas na Indochina, aeronaves de ataque da Força Aérea dos Estados Unidos passaram a estar colocadas na Base Aérea de Ubon, na Tailândia, que desde 1962 abrigava os caças Sabre do Esquadrão N.º 79, administrados pela RAAF sob acordos da SEATO. Hancock propôs que a Austrália continuasse a comandar a instalação e fornecer defesa aérea local, embora isso efectivamente tornasse os Sabres uma unidade de apoio no esforço de guerra e, portanto, alvos potenciais do ataque norte-vietnamita, algo que nunca aconteceu.

## Fase final da carreira e de vida
Hancock aposentou-se da Força Aérea em maio de 1965 após completar o seu mandato como CAS, que o governo estendeu por doze meses além dos três anos originais. Tendo seguido dois colegas graduados do Royal Military College (McCauley e Scherger) na função, ele foi sucedido por outro ex-cadete de Duntroon, Alister Murdoch. O nome de Hancock foi apresentado como sucessor de Scherger quando o mandato deste último como presidente do Comité de Chefes de Estado-Maior terminou em maio de 1966, mas o primeiro-ministro Sir Robert Menzies preferiu o general Sir John Wilton para o cargo. Mais tarde, no mesmo ano, Hancock assumiu o cargo de Comissário-Geral da Austrália na Expo 67 em Montreal, Canadá, após a morte repentina do nomeado anterior, o vice-almirante Sir Hastings Harrington. Em 1975, motivado em parte pela queda de Saigão em abril daquele ano, Hancock co-fundou a Associação de Defesa da Austrália como um think tank independente para questões de defesa e presidiu ao capítulo da Austrália Ocidental. Ele também serviu na Royal Commonwealth Society e publicou uma autobiografia, Challenge, em 1990. Hancock continuou a voar durante a sua reforma, juntando-se ao seu primo Lang, também piloto, na promoção do distrito mineiro de Pilbara. Val Hancock faleceu em Perth no dia 29 setembro de 1998, e deixou a sua esposa e três filhos. Ele é homenageado através da Sir Valston Hancock Drive em Evans Head, Nova Gales do Sul.